# Động đất Myanmar 2025
Vào ngày 28 tháng 3 năm 2025 lúc 12:50:52 giờ MMT (06:20:52 UTC), một trận động đất có độ lớn 7,7–7,9 Mw đã xảy ra tại Vùng Sagaing của Myanmar, với tâm chấn gần thành phố Mandalay, thành phố lớn thứ hai của đất nước. Trận động đất có kiến tạo trượt ngang này đạt cường độ tối đa IX (Uy hiếp) trên thang Mercalli hiệu chỉnh. Đây là trận động đất mạnh nhất từng tấn công Myanmar kể từ năm 1912 và là thảm họa chết chóc thứ hai trong lịch sử hiện đại của nước này, chỉ sau ước tính cao nhất về trận động đất Bago năm 1930. Trận động đất đã gây thiệt hại nghiêm trọng tại Myanmar và ảnh hưởng đáng kể đến Thái Lan và các nước lân cận. Hàng trăm ngôi nhà bị hư hại tại tỉnh Vân Nam, Trung Quốc và 400 căn hộ bị ảnh hưởng ở Thành phố Hồ Chí Minh, Việt Nam.
Trận động đất đã khiến hơn 5.352 người tại Myanmar và 103 người tại Thái Lan thiệt mạng, một người chết vì hoảng loạn ở Việt Nam. Hơn 11.400 người bị thương. Thêm hàng trăm người được báo cáo mất tích, trong đó có một công trường xây dựng sụp đổ tại Băng Cốc – thành phố này do có lớp địa chất nông, thiếu nhận thức về rủi ro nên dễ bị ảnh hưởng bởi sóng địa chấn từ xa, làm gia tăng mức độ tổn thương khi xảy ra động đất. Tính đến ngày 28 tháng 3, chính quyền đã ban bố tình trạng khẩn cấp và dự báo số người chết sẽ tiếp tục tăng. Cuộc nội chiến đang diễn ra ở Myanmar đã làm trầm trọng thêm những khó khăn trong công tác cứu trợ thảm họa. Đây là trận động đất chết chóc nhất trên toàn cầu kể từ trận động đất Thổ Nhĩ Kỳ–Syria 2023.

## Ghi nhận nội dung
- Bài viết này kết hợp tài liệu thuộc phạm vi công cộng từ website hay thư mục thuộc Cục Khảo sát Địa chất Hoa Kỳ.